# Husarul de pe acoperiș
Husarul de pe acoperiș (titlul original: în franceză Le hussard sur le toit) este un film de dragoste regizat de Jean-Paul Rappeneau după un scenariu bazat pe romanul omonim de Jean Giono. A fost produs în Franța de studiourile Canal+ și a avut premiera la 1995. Coloana sonoră este compusă de Jean-Claude Petit[*].  Filmul urmărește aventurile unui tânăr nobil italian din Franța (un colonel de husari) care strânge bani pentru viitoarea revoluție italiană împotriva Austriei în timpul pandemiei de holeră din 1826–1837. A avut un buget (calculat în dolari americani) de 26,8 milioane și încasări de 23,2 milioane.

## Distribuție
- Juliette Binoche - Pauline de Théus
- Olivier Martinez - Angelo Pardi
- Pierre Arditi - Monsieur Peyrolle
- François Cluzet - Medicul
- Jean Yanne - Le Colporteur
- Claudio Amendola - Maggionari
- Isabelle Carré - The Tutor
- Carlo Cecchi - Giuseppe
- Christiane Cohendy - Madame Peyrolle
- Yolande Moreau - Madame Rigoard
- Daniel Russo - Monsieur Rigoard
- Paul Freeman - Laurent de Theus
- Richard Sammel - Franz
- Jean-Marie Winling - Alexandre Petit
- Nathalie Krebs - Madame Barthelemy
- Laura Marinoni - Carla
- Christophe Odent - Monsieur Barthelemy
- Hervé Pierre - Brig. Maugin
- Élisabeth Margoni - soția fermierului
- Gérard Depardieu - Inspectorul (nemenționat)

## Producție

### Locuri de filmare
- Aix-en-Provence, Bouches-du-Rhône, Franța (petrecerea de la început)
- Avignon, Vaucluse, Franța (exterioare)
- Beaucaire, Gard, Franța (scena procesiunii)
- Châteauneuf-Miravail, Alpes-de-Haute-Provence, Franța (exterioare)
- Cucuron, Vaucluse, Franța (exterioare)
- Forcalquier, Alpes-de-Haute-Provence, Franța
- Fort des Têtes, Briançon, Hautes-Alpes, Franța (scenele cu fortul)
- Gorges de la Méouge, Hautes-Alpes, Franța (exterioare)
- Manosque, Alpes-de-Haute-Provence, Franța
- Menthon-Saint-Bernard, Haute-Savoie, Franța (scena de final cu castelul)
- Montbonnot-Saint-Martin, Isère, Franța (scena de final)
- Noyers-sur-Jabron, Alpes-de-Haute-Provence, Franța (scena capelei)
- Plateau des Fraches, Alpes-de-Haute-Provence, Franța
- Relais Saint-Pons, Aix-en-Provence, Bouches-du-Rhône, Franța (râul unde este executat Giuseppe)
- Saint-Albin-de-Vaulserre, Isère, Franța (scenele cu castelul)
- Saint-Pierre-Avez, Hautes-Alpes, Franța (exterioare)
- Saint-Vincent-sur-Jabron, Alpes-de-Haute-Provence, Franța (exterioare)
- Salérans, Hautes-Alpes, Franța (exterioare)
- Savournon, Hautes-Alpes, Franța (exterioare)
- Sisteron, Alpes-de-Haute-Provence, Franța (exterioare)
- Ventavon, Hautes-Alpes, Franța

## Literatură
- Giono, Jean, Husarul de pe acoperiș, tradus de Marcel Aderca, București, 1966: Editura pentru literatură universală, 424 pag.;